# منجم فينيسيا للألماس
منجم فينيسيا الماسي (بالإنجليزية: Venetia Diamond Mine)‏ هو أكبر منتج للماس في جنوب إفريقيا. يقع بالقرب من بلدة Alldays الجنوب أفريقية في مقاطعة ليمبوبو، ويقع داخل مساحة الـ 360 كم² الخاصة بمحمية فينيتيا ليمبوبو الطبيعية. 
المنجم هو واحد من مناجم شركة دي بيرز الستة المتبقية لمناجم الماس في جنوب أفريقيا وهو منجم الماس الضخم الوحيد الذي سيتم تطويره في البلاد خلال السنوات الـ 25 القادمة. وعلى هذا النحو، يمثل المنجم أحد أكبر الاستثمارات الفردية لشركة دي بيرز في جنوب أفريقيا. وقد تم افتتاح المنجم في عام 1992م من قبل هاري أوبنهايمر، رئيس دي بيرز السابق. 
في العام 2004، كان لدى المنجم 955 موظفًا واستخرج 7،187300 قيراط (1437.5 كجم) من الماس من 5،871،000 طن متري من الخام. 
يتدفق نهر كولوب على بعد 8 كم غرب المنجم. وتم بناء سدود تخزين المياه السطحية على اثنين من روافده.

## روابط خارجية
- الحفاظ على إمدادات المياه أثناء الاستجابة للمتطلبات التشغيلية في منجم De Beers Venetia
- تأثير سدود الصيد الصغيرة على الغطاء النباتي للنهر الموسمي في السافانا الأفريقية شبه القاحلة